# Kapanga mana
Kapanga mana är en spindelart som beskrevs av Forster 1970. Kapanga mana ingår i släktet Kapanga och familjen panflöjtsspindlar. Inga underarter finns listade i Catalogue of Life.